# SN 2003ir
SN 2003ir – supernowa typu II odkryta 11 października 2003 roku w galaktyce UGC 3726. W momencie odkrycia miała maksymalną jasność 18,00m.